# Sideshow Bob
Sideshow Bob (Actor secundario Bob en España y Bob Patiño en Hispanoamérica) es un personaje de ficción de la serie de dibujos animados Los Simpson, cuyo nombre verdadero es Robert Underdunk Terwilliger, Jr. (llamado ocasionalmente Roberto Zabaleta Archundia Portoboytia en Hispanoamérica). El nombre del personaje está basado en el nombre del Dr. Terwilliker de la película The 5000 Fingers of Dr. T. Su voz la realiza Kelsey Grammer y apareció por primera vez en el episodio The Telltale Head. En España fue doblado en la primera temporada por Juan Hernández y desde la tercera por Antonio Esquivias, quien a su vez realizaba el doblaje del propio Kelsey Grammer en la serie Frasier, y en Hispanoamérica ha sido doblado por Octavio Rojas (temporada 1), José Luis Orozco (temporada 3), Alejandro Villeli (temporada 5), Mario Sauret (temporada 6), José María Iglesias (temporada 7), Alfredo Lara (temporada 8), José Arenas (temporada 12), Bardo Miranda (temporada 17), Roberto Mendiola (temporada 14, 19-31) y por Gerardo del Valle (temporada 35-presente).
Bob es egresado de Yale, se considera un genio, es republicano y un presuntuoso refinado. Comenzó su carrera como ayudante en el programa de televisión de Krusty el payaso, pero se cansó de los abusos de Krusty e intentó culparlo de asalto a mano armada en Krusty Gets Busted. Sin embargo, el plan de Bob fue frustrado por Bart Simpson y fue enviado a prisión. Con su verdadera personalidad revelada, Bob asumió el papel de genio criminal en la serie. En los episodios que lo tienen como protagonista, Bob escapa de prisión y desarrolla un plan de venganza que es evitado por Bart y Lisa. Frecuentemente tales planes incluyen intentos de asesinato, generalmente contra Bart o Krusty.
Sideshow Bob ha sido descrito como "Frasier sumergido en arsénico", (Frasier Crane el personaje de Grammer en las sitcom Cheers y Frasier). Grammer, que basó la voz de Bob en Ellis Rabb, ha sido elogiado por su representación del personaje. En 2006 ganó un Emmy en la categoría Mejor actuación de voz por su trabajo en el episodio The Italian Bob. En la serie se han trazado varias similitudes entre Bob y Frasier Crane: el hermano de Bob, Cecil y su padre son interpretados por David Hyde Pierce y John Mahoney respectivamente, al igual que sus papeles en Frasier.
Bob realizó su segunda aparición importante en Black Widower, de la tercera temporada; los guionistas imitaron la premisa del Coyote y el Correcaminos, ya que Bob se inserta de forma inesperada en la vida de Bart y trata de matarlo. Hasta 2008 Bob ha protagonizado once episodios, siendo el último The Bob Next Door, emitido durante la vigesimoprimera temporada. Además de su papel recurrente en la serie, Bob ha aparecido en otros productos de Los Simpson, incluyendo los cómics de la serie, un cameo en el videojuego de 2007 The Simpsons Game y un papel como el principal antagonista en The Simpsons Ride. Varias de las actuaciones musicales de Grammer han sido incluidas en las recopilaciones de música de Los Simpson. Su estatura es 1,90 m ( 6' 3")

## Apariciones

### Los Simpson

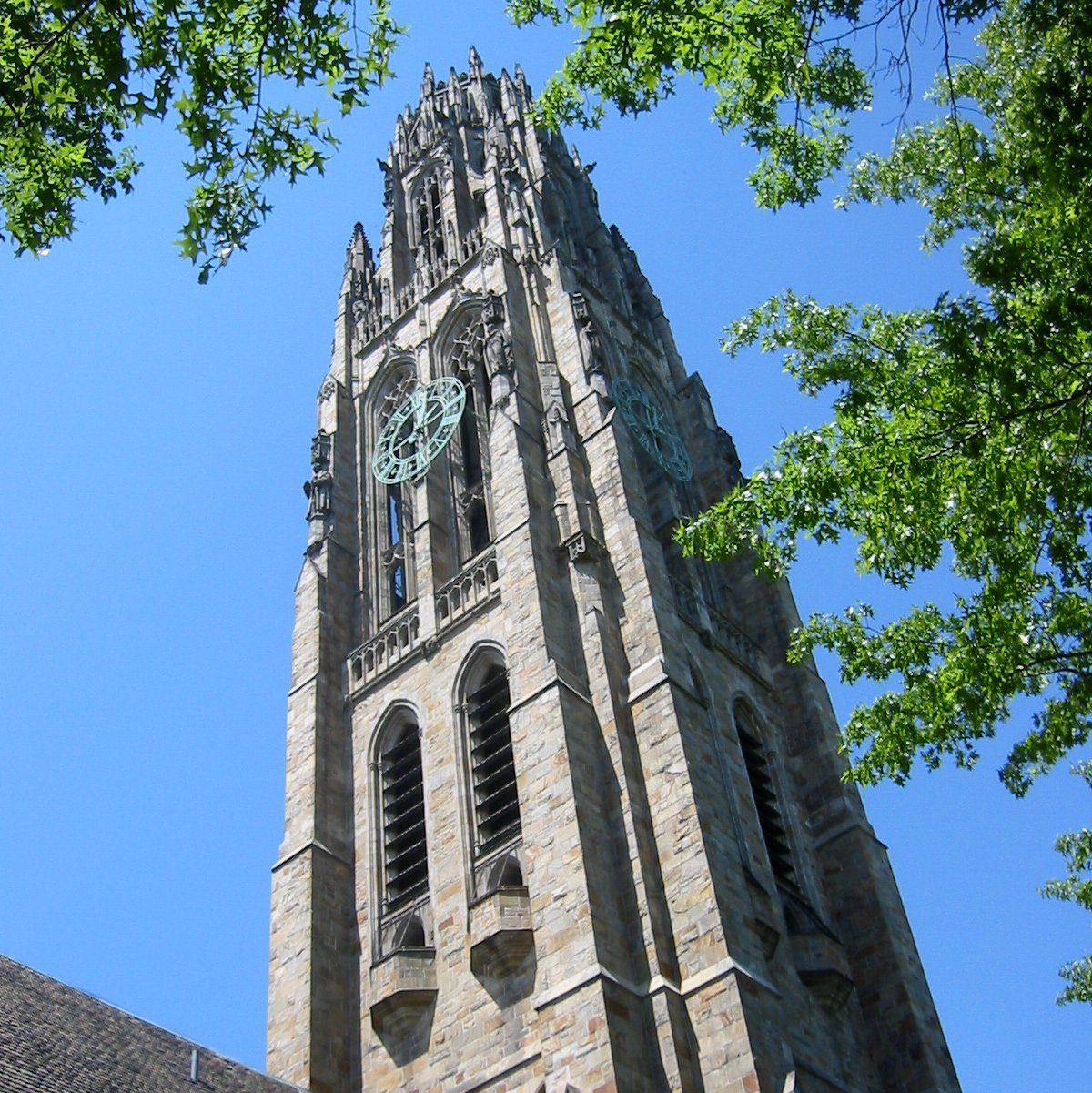
En el episodio de la sexta temporada Sideshow Bob Roberts se revela que Bob estudió en la Universidad Yale donde también estudió el Sr. Burns.

En Los Simpson, Bob comenzó su carrera como ayudante de Krusty el payaso. En el episodio Brother from Another Series (octava temporada, 1997) se revela que había obtenido el trabajo sólo porque Krusty lo había considerado más gracioso que a su hermano menor, Cecil Terwilliger, quien había ido a audicionar para el papel. Con el correr de los años, Bob, un egresado de Yale se fue cansando cada vez más del continuo abuso de Krusty. Bob finalmente decidió deshacerse del payaso y en Krusty Gets Busted (primera temporada, 1990) inculpó a Krusty en asalto a mano armada en el  Kwik-E-Mart. Luego se hizo cargo de la conducción del programa de Krusty, introduciendo segmentos culturales. Aunque el programa fue aceptado por la mayoría de los niños, el reino de Bob duró muy poco: Bart Simpson sacó a la luz su plan, y Bob fue enviado a prisión.
En Black Widower (tercera temporada, 1992), en el cual se marcó la primera aparición importante de Bob después de su fallido intento de inculpar a Krusty, fue liberado de prisión y contrajo matrimonio con la tía de Bart Selma Bouvier. Esto fue, en parte, una estratagema para acceder a sus ahorros, y Bob planeó matar a Selma en su luna de miel. Una vez más, Bart frustró el plan de Bob y lo envió de regreso a la cárcel. Después de ser puesto en libertad condicional en Cape Feare (quinta temporada, 1993), decidió matar a Bart, amenazándolo mediante cartas escritas con su propia sangre y obligando a los Simpson a mudarse al Lago del Terror como parte del Programa de Reubicación de Testigos. Bob los siguió hasta su casa-bote y, después de reducir al resto de la familia, intentó matar a Bart. Sin embargo, le permitió tener un último deseo, y el niño le pidió que cantase la versión completa de H.M.S. Pinafore. La táctica hizo que Bob perdiese mucho tiempo y finalmente fuese arrestado. En Sideshow Bob Roberts (sexta temporada, 1994), Bob volvió a ser liberado de la cárcel y se postuló para alcalde de Springfield como parte del Partido Republicano. Venció a su contrincante liberal, Joe Quimby con muchísima diferencia, pero Bart y Lisa descubrieron que Bob había amañado las elecciones, por lo que fue enviado de regreso a prisión. En Sideshow Bob's Last Gleaming (séptima temporada, 1995), Bob escapó de prisión por primera vez y amenazó destruir Springfield con una bomba nuclear a menos que la ciudad interrumpiese las emisiones televisivas; sin embargo, una vez más fue atrapado y nuevamente encarcelado. Después de este suceso, Bob se redimió sinceramente, y en Brother from Another Series fue liberado bajo la custodia de su hermano Cecil. Sin embargo, Cecil, con resentimiento por lo que había sucedido con Krusty y Bob en el pasado, trató de hacer explotar la represa de agua de Springfield e inculpar a Bob. Bob, con la ayuda de Bart, detuvo a Cecil y salvó a la ciudad, pero ambos hermanos terminaron en prisión debido a que el jefe Wiggum creyó que Bob, con su ingenio malvado, había sido el cerebro de la operación.

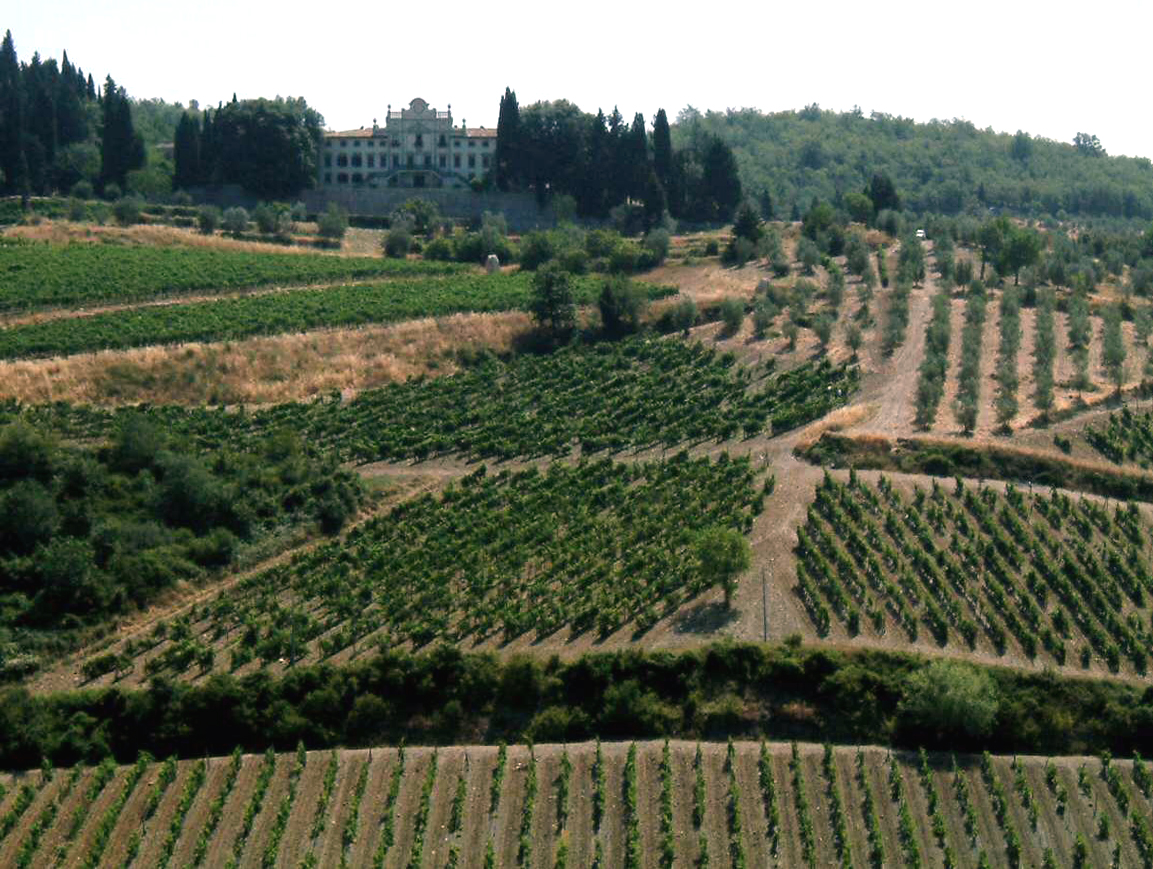
En el episodio de la decimoséptima temporada The Italian Bob, Sideshow Bob es el alcalde de un pequeño pueblo de la Toscana (Italia).

En Day of the Jackanapes (duodécima temporada, 2001), Bob descubrió que Krusty había eliminado todas las cintas en las que aparecía él como su ayudante. Una vez más, Bob fue liberado de la cárcel y desarrolló un plan para matar a Krusty usando a Bart como bomba suicida. Después de escuchar a Krusty hablar sobre como se había arrepentido de haberlo maltratado, Bob decidió no seguir adelante con su plan, aunque de todas formas volvió a estar tras las rejas. En el episodio The Great Louse Detective (decimocuarta temporada, 2002) Bob trabajó en conjunto con Homer Simpson. Alguien había tratado de matar a Homer, por lo que Bob fue liberado para ayudar a encontrar al culpable. Después de resolver el misterio, regresó para matar a Bart. Sin embargo, se dio cuenta de que estaba "acostumbrado a ver la cara de Bart" por lo que no pudo hacerlo. Bob no regresó a prisión, lo cual se reveló en el episodio The Italian Bob (decimoséptima temporada, 2005). En realidad, se mudó a Italia, con la ilusión de empezar desde cero. Allí, fue elegido alcalde en un pueblo de la Toscana, pues sus pies eran grandes y le facilitaba (a él y a los pobladores de ese pueblo) el aplastado de uvas en La fiesta de la Vendimia. Más tarde, se casó con una mujer italiana llamada Francesca, con la cual tuvo un hijo, Gino. La familia Simpson, estando de visita en Italia para recoger un coche destinado al Sr. Burns, se terminó encontrando con él. Al principio, Bob los recibió con hospitalidad, bajo la condición de que no revelasen su oscuro pasado; sin embargo Lisa, ebria, terminó contando la verdad, provocando el distanciamiento de Bob y sus ciudadanos. Él, su esposa y su hijo juraron una vendetta contra los Simpson. La familia Terwilliger completa regresó en Funeral for a Fiend (decimonovena temporada, 2007) en el cual el padre de Bob, Robert, y su madre, Dame Judith Onderdonk, aparecieron por primera vez. Bob simuló su propia muerte y trató de quemar vivo a Bart en su funeral. En su lugar, Bob y su familia completa fueron enviados a prisión, en donde Bob se volvió completamente demente. En The Bob Next Door (vigesimoprimera temporada, 2010), Bob aprende cirugía plástica en la cárcel para cambiar su cara por la de su compañero de celda Walt, que iba a salir de la cárcel por la nueva ley. De esa manera, se muda al lado de Los Simpsons. Mientras tanto, el verdadero Walt, con el rostro de Sideshow Bob, intenta advertirles a los policías que Bart moriría al escribir en los muros con un rotulador, porque no podía usar sus nuevos labios, "Bart Simpson morirá". Al creer que "Bob" estaba loco, Walt decide escapar y advertirles a la familia Simpson. Por su parte Bart, convencido de que su nuevo vecino es Bob, decide llamar a la policía cuando "Walt" lo invita a ver un partido de béisbol. Es ahí cuando Bob secuestra a Bart para asesinarle en "Las Cinco Esquinas", un punto geográfico donde se cruzan los límites de cinco estados diferentes, plan frustrado por la familia Simpson y la ayuda del verdadero Walt.
En Moonshine River (vigesimocuarta temporada, 2012) Bob es liberado de nuevo. Hace una peueña aparición cuando la familia visita Nueva York en busca de una chica con la que Bart tuvo una relación amorosa en el pasado. Bob sale de un arbusto e intenta matar a Bart de nuevo, pero antes de lograr su cometido es embestido por un tren.

### Otras apariciones
Además de sus apariciones en la serie, Sideshow Bob ha sido incluido en varios otros productos de Los Simpson. Kelsey Grammer grabó su voz interpretando a Bob para Los Simpson: la película, pero la escena en la cual iba a aparecer fue editada. En The Simpsons Game, lanzado a la venta en noviembre de 2007, Bob tiene un cameo al final del capítulo "Invasion of the Yokel-Snatchers". Bob también fue incluido en uno de los niveles del videojuego Bart vs. the Space Mutants, de 1991. Sideshow Bob, además, ha hecho apariciones en las historietas basadas en la serie, Simpsons Comics. Varias de las actuaciones de Kelsey Grammer como cantante han sido incluidas en los CD de música de Los Simpson: su interpretación de la H.M.S. Pinafore en Cape Feare fue posteriormente incluida en el álbum Go Simpsonic with The Simpsons; y la canción "The Very Reason That I Live" de The Great Louse Detective fue incluida en The Simpsons: Testify. Una canción que no se había emitido aún por televisión, "Hullaba Lula", también fue incluida en The Simpsons: Testify.
Sideshow Bob tiene un papel en la atracción The Simpsons Ride, la cual se inauguró en Universal Studios Florida y Universal Studios Hollywood en mayo de 2008. Interpretado por Grammer, es el principal villano del juego, el cual ha escapado de prisión para vengarse de Bart y del resto de los Simpson.

## Personaje

### Creación
Sideshow Bob apareció por primera vez como fondo de una escena en The Telltale Head, el octavo episodio de la primera temporada. Comparado con las apariciones posteriores, su diseño era más simple y su cabello tenía forma redonda. Su primera aparición importante fue en el duodécimo episodio de la primera temporada, Krusty Gets Busted, escrito por Jay Kogen y Wallace Wolodarsky. El diseño de Bob fue cambiado para Krusty Gets Busted; como el encargado de la animación del episodio fue Brad Bird, decidió hacerlo más elegante, sofisticado y refinado, para estar acorde con la voz de Grammer. Para establecer el nuevo diseño, los animadores intentaron rehacer sus escenas en The Telltale Head, pero no tuvieron suficiente tiempo. Originalmente, según el libreto de Krusty Gets Busted, James Earl Jones haría la voz de Bob, pero los productores en su lugar seleccionaron a Kelsey Grammer. Bob no tuvo una parte hablada durante la primera mitad de Krusty Gets Busted y el personaje siempre habló con un silbido bajo por lo que cuando finalmente habló, fue una sorpresa escuchar la refinada voz de Grammer. Para interpretar la voz de Bob, Grammer imitó al actor de teatro y director Ellis Rabb. Grammer había trabajado previamente para Rabb, cuyos "tonos lastimeros se convirtieron en la inspiración para Sideshow Bob".
A pesar de la creencia común de los fanáticos de la serie de que el nombre de Bob proviene del Bulevar Terwilliger en Portland, Oregón, en realidad fue tomado del personaje Dr. Terwilliker de la película The 5,000 Fingers of Dr. T. El nombre completo de Bob es Robert Onderdonk Terwilliger. Su apellido fue revelado por primera vez en Cape Feare, mientras que su segundo nombre se mencionó en Sideshow Bob Roberts.

### Desarrollo

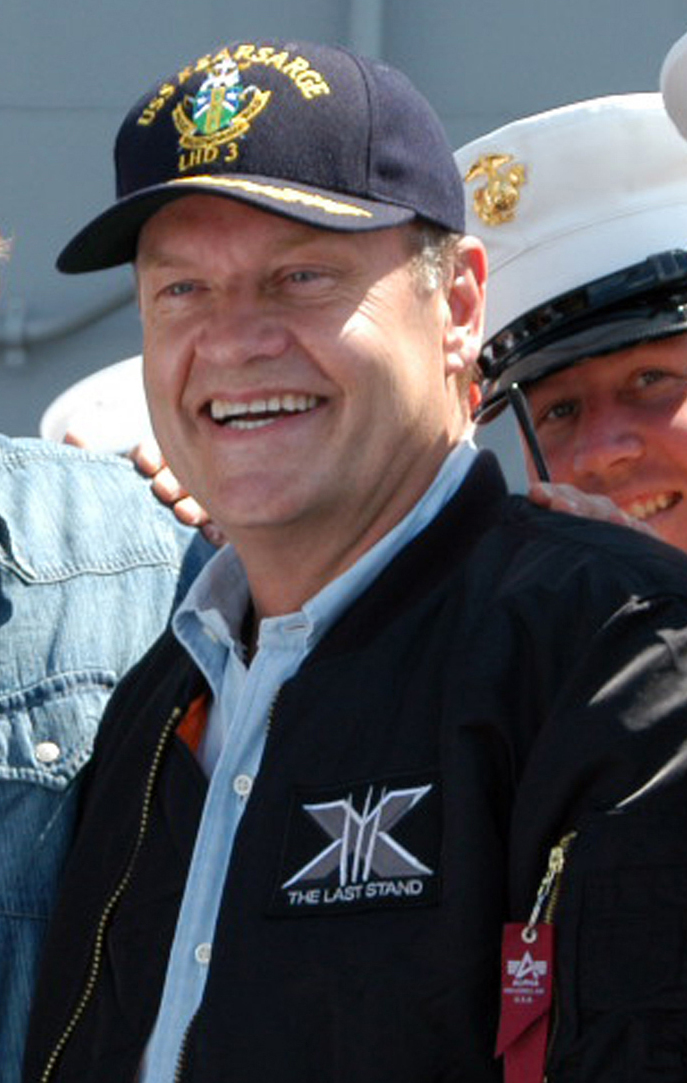
Kelsey Grammer basó la voz de Bob en Ellis Rabb.

Para el episodio Black Widower, de la tercera temporada, los guionistas decidieron que Bob regresase para vengarse de Bart por haber arruinado su plan en Krusty Gets Busted. Repitieron la premisa del Coyote persiguiendo al Correcaminos de las caricaturas de los Looney Tunes, pero insertando de forma inesperada a Bob dentro de la vida de Bart. El productor ejecutivo Al Jean ha comparado al personaje de Bob con Wile E. Coyote, notando que ambos son inteligentes pero jamás logran atrapar a alguien de menor intelecto. Una regla para los primeros episodios en los que apareció Bob era que debían mostrarse sus anteriores obras criminales, en el caso de que los espectadores no lo recordasen. Esto fue descartado después de Brother from Another Series, de la octava temporada. Otra regla es que Bob siempre debe regresar a prisión al final del episodio, a pesar de que esto no se cumplió en The Great Louse Detective ni en The Italian Bob. Para Black Widower, el director David Silverman cambió el modelo del personaje para reflejar la animación de Bird. Bill Oakley y Josh Weinstein, los productores ejecutivos durante la séptima y la octava temporada, decidieron que en cada una de las temporadas de la serie debía haber un episodio en el cual apareciera Bob. Sin embargo, para la séptima temporada el personaje ya había aparecido en cuatro episodios y los guionistas comenzaron a tener dificultades para crear nuevas ideas e incluirlo en ellas. Una de las principales razones por las cuales no aparece en todas las temporadas es porque los guionistas no logran pensar una razón por la que podría regresar. Weinstein describe a Bob como un personaje difícil para realizar diálogos porque habla de una manera intelectual y es un desafío escribir sus bromas. A pesar de los desafíos, los productores de Los Simpson siempre se entusiasman ante la idea de "un episodio de Sideshow Bob" ya que lo consideran interesante, y el director Dominic Polcino describe como "un placer" trabajar en esa clase de episodios.
Kelsey Grammer inicialmente pensó que Bob sería un personaje que solo aparecería una vez, y lo describió como "el personaje más popular que he interpretado". Grammer usualmente asiste a las primeras lecturas del libreto y el antiguo productor ejecutivo David Mirkin ha dicho que es muy divertido dirigirlo porque es gracioso y capaz de realizar lecturas perfectas, aunque odia hacer la risa malvada de Bob. En una entrevista de 2007, el productor ejecutivo de Los Simpson Al Jean seleccionó a Grammer como su segunda estrella favorita, diciendo "su voz es tan rica". El guionista George Meyer comentó: "escribir para Kelsey es genial: puede dar discursos melodramáticos y rubicundos que ninguno de los otros personajes podría dar jamás. Y sabe cantar".
Los guionistas pensaron que Grammer tenía una excelente voz para cantar y trataron de componer una canción para él para cada vez que apareciese Bob. Alf Clausen, compositor para Los Simpson, comentó "Grammer es genial. Es simplemente increíble. Ama el teatro musical y tiene el instrumento vocal para destacarse en él, por lo que sé que lo que escriba va a ser interpretado de la forma en que yo quiero". La canción de Sideshow Bob, la cual suena cada vez que sale de la cárcel, fue utilizada por primera vez en Cape Feare. Está basada en la banda sonora de la película Cape Feare, la cual fue compuesta por Bernard Herrmann. La banda sonora de Cape Feare significó un Premio Emmy para Clausen en la categoría "Musicalización Destacada en Serie de Televisión" en 1994.
El número de prisionero de Bob suele ser 24601, el cual es el número de prisionero de Jean Valjean en Los Miserables. Otra marca característica de Bob es pisar rastrillos y golpearse con ellos, lo cual sucedió por primera vez en Cape Feare. En ese episodio, Bob pisó nueve rastrillos consecutivos: los guionistas debieron añadir la broma para ganar tiempo. La secuencia ha pasado a llamarse "broma del rastrillo" y ha sido referenciada como "un genio en su repetitiva estupidez".

### Familia

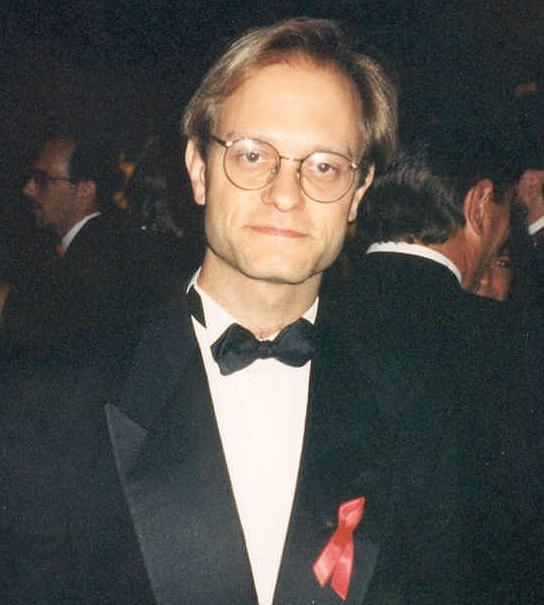
Cecil Terwilliger, el hermano de Bob, es interpretado en la versión original por el actor David Hyde Pierce, que a su vez interpreta al hermano de Grammer en la serie Frasier.

En el episodio Brother from Another Series aparece por primera vez el hermano de Bob, Cecil. El episodio fue escrito por Ken Keeler, a quien se le había asignado escribir un episodio de Bob y era fanático de Frasier en ese momento. Keeler pensó que sería una buena idea mezclar a los dos actores. La voz de Cecil la realiza David Hyde Pierce, quien también personifica al hermano de Frasier Crane, Niles, en Frasier. Varias de las interacciones entre Bob y Cecil están basadas en Niles y en Frasier. Pierce comentó, "Normalmente, no haría algo así. Pero ¿cuántas veces tienes la oportunidad de trabajar con un actor como Kelsey Grammer y, lo que es aún más importante, interpretar a su hermano?" El libreto original fue verificado por los productores de Frasier para asegurarse de que fuese correcto. El único problema que tuvieron fue con una escena muy breve, en la cual Cecil habla con un personaje visible y se refiere a ella como "Maris". En Frasier, Maris Crane es un personaje que nunca se ve, por lo que los productores de Frasier decidieron que la escena fuese editada. Cecil fue diseñado para recordar a David Hyde Pierce, y de todas formas es parecido a Bob. Según el director Pete Michels, fue difícil dibujar a Bob y a Cecil juntos porque los pies de ambos son muy grandes.
Cecil regresó en Funeral for a Fiend, de la decimonovena temporada, junto con el padre de los hermanos, el Dr. Robert Terwilliger, interpretado por John Mahoney. Mahoney personificaba a Martin Crane, el padre de los personajes de Grammer y Pierce en Frasier. En Frasier, Mahoney interpretaba al "hombre promedio" comparado con las personalidades "engreídas" de Grammer y Pierce, pero Robert Terwilliger fue retratado igual de refinado que Bob. Bob también tiene una esposa llamada Francesca (interpretada por Maria Grazia Cucinotta) y un hijo llamado Gino, quienes aparecieron por primera vez en el episodio The Italian Bob, de la decimoséptima temporada y regresaron para Funeral for a Fiend.

## Recepción

### Menciones
Sideshow Bob se ha convertido en un personaje popular de la serie. En 2006, IGN lo nombró el segundo mejor "personaje secundario" de Los Simpson, debajo de Troy McClure. Comentaron que Bob es "un hombre contradictorio; su apariencia torpe, completa con su cabello que parece una palmera, no parece encajar con su personalidad maniática, inteligente e incluso talentosa para la música". La revista Wizard ubicó a Bob en el puesto 66 de su lista de los mejores villanos de todos los tiempos. Adam Finley de TV Squad escribió que "esa voz de barítono, su aire de Shakespeare y su habilidad de pasar de la calma a la locura en un segundo convierte a Bob en uno de los mejores personajes recurrentes de la serie".
Kelsey Grammer ha sido ampliamente elogiado por su trabajo como actor de voz, y ha sido descrito como "brillante", "inimitable" y "una demostración de buena pronunciación". En 2006, Grammer ganó el Premio Primetime Emmy por Mejor actuación de voz por su actuación como Bob en el episodio The Italian Bob; previamente había ganado cuatro premios como Mejor Protagonista de Comedia por su actuación como Frasier Crane en Frasier. En 2008, Grammer fue incluido en la lista de las dieciséis mejores estrellas invitadas publicada por Entertainment Weekly; Hyde Pierce también fue incluido en la lista. Ken Tucker de Entertainment Weekly escribió: "La gran actuación de voz de Kelsey Grammer como Sideshow Bob es Frasier sumergido en arsénico". En su libro My Life as a 10-Year-Old Boy, Nancy Cartwright (la voz de Bart) escribió que "Kelsey Grammer es maravilloso con su energía amarga, despectiva y deliciosamente vil cuando interpreta a Sideshow Bob. Springfield no sería la misma sin él".
Varios episodios en los que aparece Bob han sido bien recibidos por los fanáticos y los críticos. Cape Feare generalmente es reconocido como uno de los mejores episodios de Los Simpson y fue ubicado en el tercer lugar de la lista de Entertainment Weekly de los mejores veinticinco episodios de la serie. IGN también lo nombró como el mejor de la quinta temporada. En 2007, Vanity Fair lo seleccionó como el cuarto mejor episodio de la serie, debido a su "magistral integración de la parodia a una película y un personaje recurrente". Ben Rayner del Toronto Star nombró a Cape Feare, Sideshow Bob's Last Gleaming y Brother From Another Series como tres de los mejores episodios de la serie, escribiendo "dejando de lado Frasier, son los mejores papeles de Kelsey Grammer". El episodio The Italian Bob y su guionista John Frink ganaron un Premio Writers Guild of America en 2007 en la categoría de animación.

### Análisis
En Planet Simpson, el autor Chris Turner escribe que Bob fue creado como un snob refinado y un republicano conservador, por lo que los guionistas pueden golpearlo continuamente con un rastrillo y ridiculizarlo. Representa a la cultura directa, mientras que Krusty representa un nivel cultural inferior, y Bart, atrapado en el medio, siempre gana. En el libro Leaving Springfield, David L. G. Arnold comenta que Bart es un producto de "la educación masiva" y que por esta razón es el enemigo de Bob. La primera vez que aparece Bob, es un ayudante en The Krusty the Clown Show. Frustrado por su papel en las bromas de Krusty, Bob lo inculpa por un crimen y se hace cargo del programa. Luego, cambia los contenidos graciosos a lecturas de literatura clásica y segmentos que se focalizan en las problemáticas sociales y emocionales de los niños. Cree que exponiendo a los niños a la cultura mejoraría sus vidas. Arnold escribe que "la propia conciencia y la moralidad de Bob no se ven afectadas por la cultura que representa". Trata de "manipular el gusto de las masas" convirtiéndose en un genio criminal. Arnold cree que esto se representa principalmente en Sideshow Bob Roberts, en el cual arregla las elecciones para convertirse en el alcalde de Springfield. Cuando más tarde es descubierto, dice "sus conciencias culpables los llevan a votar a los demócratas, pero internamente quieren un frío republicano que baje los impuestos, sea cruel con los criminales y te trate como un rey. ¡Me necesitan, Springfield!" Se considera a sí mismo como una parte de la elite social y no tiene inconvenientes en utilizar métodos crueles para adquirir y utilizar el poder.
Bob es más inteligente que la mayoría de los residentes de Springfield. Su inteligencia puede ser un beneficio, como en Cape Feare, donde el comité de libertad condicional le pregunta por qué tiene un tatuaje que dice "Die, Bart, Die" (Muere, Bart, Muere). Bob responde que es una expresión en alemán que significa "The, Bart, The" (El, Bart, El) y el comité se impresiona por su razonamiento. Creyendo que "nadie que hable alemán puede ser malo", lo liberan. Sin embargo, su amor por la cultura puede volverse en su contra. Por ejemplo, en el mismo episodio, Bob está a punto de matar a Bart y le concede un último deseo. Bart le pide que interprete la operetta H.M.S. Pinafore completa. Bob acepta y la táctica lo retrasa lo suficiente como para darle tiempo a la policía de rescatar a Bart.